# Meimersdorf
Meimersdorf, Kiel-Meimersdorf – dzielnica miasta Kilonia w Niemczech, w kraju związkowym Szlezwik-Holsztyn.